# Mordellistena gigantea
Mordellistena gigantea es una especie de coleóptero de la familia Mordellidae.

## Distribución geográfica
Habita en  Estados Unidos.